# Blaszka graniczna przednia rogówki

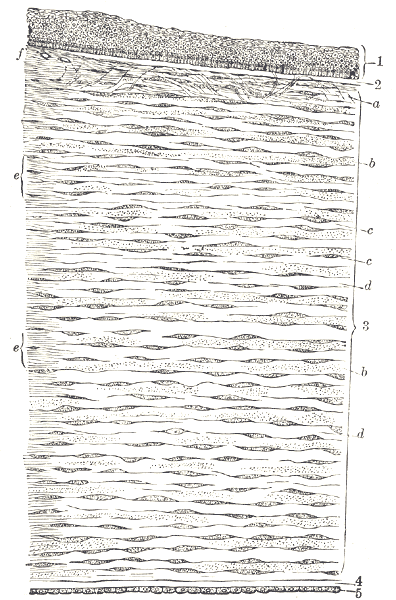
Przekrój ludzkiej rogówki na granicy przejścia w twardówkę.
1. Nabłonek zewnętrzny.
2. Blaszka graniczna przednia rogówki.
3. Istota właściwa rogówki.
a. Ukośne włókna przedniej warstwy istoty właściwej.
b. Błona włókien, które są przecięte w poprzek dając kropkowany obraz.
c. Ciałka rogówkowe (fibrocyty) o kształcie wrzecionowatym w tym przekroju.
d. Błona włókien, które są przecięte podłużnie.
e. Przejście w twardówkę z bardziej wyróżniającym się układem włókien oraz otoczeniem przez grubszy nabłonek.
f. Małe naczynia krwionośne przechodzące blisko brzegu rogówki
4. Blaszka graniczna tylna rogówki.
5. Śródbłonek komory przedniej oka.

Blaszka graniczna przednia rogówki, błona Bowmana – w anatomii oka blaszka stanowiąca, licząc od przodu ku tyłowi, druga warstwę rogówki.
U dorosłych ludzi grubość błony wynosi 8–12 μm.
Blaszka graniczna przednia rogówki nie jest charakterystycznym tworem dla wszystkich ssaków, m.in. jest nieobecna u psów, kotów i lemurów.